# Bill West fratello degli indiani
Bill West fratello degli indiani (The Great Sioux Uprising) è un film del 1953 diretto da Lloyd Bacon.
È un western statunitense con Jeff Chandler, Faith Domergue e Lyle Bettger.

## Produzione
Il film, diretto da Lloyd Bacon su una sceneggiatura di J. Robert Bren, Gladys Atwater, Melvin Levy e, per alcuni dialoghi addizionali, di Frank Gill Jr. e un soggetto degli stessi Bren e Atwater, fu prodotto da Albert J. Cohen per la Universal International Pictures e girato a Pendleton e a Portland, Oregon dal 2 ottobre all'8 novembre 1952. Il titolo di lavorazione fu Sioux Uprising. Il film doveva originariamente essere interpretato da Stephen McNally nel ruolo di Stephen Cook. Nel corso delle riprese furono utilizzati come comparse diversi membri delle tribù indiane dei Walla Walla, Cayuse e Umatilla. Il personaggio di Stand Watie si riferiva ad un indiano realmente esistito che combatté con la Confederazione nel corso della guerra civile americana divenendo brigadier generale.

## Distribuzione
Il film fu distribuito con il titolo The Great Sioux Uprising negli Stati Uniti nel luglio 1953 (première a Chicago il 26 giugno) al cinema dalla Universal Pictures.
Altre distribuzioni:
- in Svezia il 7 novembre 1953 (Flammande pilar)
- in Finlandia il 2 aprile 1954 (Kapina lännessä)
- in Germania Ovest il 21 maggio 1954 (Der große Aufstand)
- in Austria nel giugno del 1954 (Der große Aufstand)
- in Danimarca il 26 luglio 1954 (Røde sky)
- in Portogallo il 24 ottobre 1955 (Fúria Selvagem)
- in Francia il 26 dicembre 1962 (L'aventure est à l'Ouest)
- in Belgio (Het avontuur is in 't Westen)
- in Belgio (L'aventure est à l'Ouest)
- in Brasile (Hordas Selvagens)
- in Spagna (La carga de los indios Sioux)
- in Grecia (To kokkino synnefo)
- in Italia (Bill West fratello degli indiani)